# Никита Рамић
Никита Рамић (Врање, 23. август 1993) је француски пијаниста, српског порекла.

## Биографија
Никита Рамић се родио у Србији у фамилији која има дугу традицију култивисања музике. Расте у музичкој породици и почиње са учењем клавира од своје треће године, благодарећи својој мами-(професор пиана), ученице Евгенија Либермана (он сам је био је ученик легендарног Хајнриха Нојхауса). Са друге стране отац витруоз, победник такмичења хармоникаша у Венецији 1984. године.
Са породицом Никита Рамић напуста Србију и сели се у Француску где уписује конзерваториј града Руелл-Малмаисону у класи професора Дениса Паскала. Са 16 година после добијених диплома Никита Рамић се перфекционише са Хенријем Бардом у конзерваторију Алфред Корто у Паризу, где га подржава фондација Залески. Паралелно ради са Љиљом Зилберштејн у Вајмару и музичкој академији Чхигиане де Сијена у Италији.
У Паризу имао је прилике да свира у сали Гавеау, у Бал-у Бломет-у, у палати Јена, центру Раши-Гуи де Ротшилд. Свирао је у 4. Париској општини Концерт Сен Санса са оркестром. У Лиону даје рецитал у сали Молијера. Наступа на културном догађају поводом рођендана чувеног парфемисте Жеан-Паула Гуерлана. Никита Рамић учествује у музичком пројекту Калли Спунер за Лафајет, где свира до краја експозиције дела ‘’учинити непознатог савезником’’. У парнерству снима савремено дело које галерија Лафајет презентира у ФИАЦ-у 2016 године. Исте године Никита Рамић свира рецитал у палати Палаззо Чхиги Сараћини де Сијене и даје серију концерта 12 трансцендентних етида Франца Листа у Версају.
2016. Године Никита Рамић свира концерт за добротворно удружење ‘’ Виртуози срца’’, на 38 -мом Фестивалу Мусикале Интернатионале у Лоувие Жузон-у где интепретира синфоније Бетовена у четири руке са својим старијим братом. Никита Рамић некад бира атипична места за наступања, као што су велики универзитети где упознаје нову публику.
Његов први ЦД ‘’Рапсоде’’ посвећен Францу Листу изашао је код Ангара Мик/ИнОуие Дистрибутион добио је све похвале музичке критике.
Никита Рамић је свирао концерте у Француској, Холандији, Русији, Немачкој и Италији.